# Picone (Bari)
Picone è un quartiere di Bari, appartenente dal 2014 al II municipio (ex III circoscrizione).

## Geografia fisica
Il quartiere si trova nelle immediate vicinanze del centro cittadino murattiano.

### Confini
- a nord con i quartieri Libertà e Murat;
- a est con il quartiere Carrassi;
- a sud con il quartiere Poggiofranco;
- a ovest con il quartiere Stanic.

I suoi confini sono rappresentati da via Cifarelli e il precedente passaggio a livello della linea ferroviaria Bari-Taranto (il prolungamento di via Capruzzi verso Stanic), strada Santa Caterina, via Giulio Petroni e via Bitritto, il proseguimento di viale papa Giovanni XXIII, strada che lo divide proprio da Poggiofranco, che a sua volta si spinge sino alla circonvallazione a ridosso di Carbonara tra via Camillo Rosalba e via Giulio Petroni.

## Storia
Il quartiere Picone è costituito dalla zona abitativa sorta in prossimità del Policlinico, la più grande struttura ospedaliera di Bari, e prende il nome dal torrente Picone, oggi scomparso, che nel secolo scorso lambiva parte del quartiere.
La sua formazione è il risultato della forte crescita cittadina iniziata negli anni cinquanta oltre i binari della stazione ferroviaria che separano il quartiere Picone dal Murat, dove l'unico collegamento stradale diretto tra i due quartieri è rappresentato dal Sottovia Quintino Sella, costruito nel 1929.
Uno dei punti di maggiore afflusso di Picone, sia per la posizione che per la vicinanza al Policlinico, è Piazza Giulio Cesare, dal 2005 soggetta a lavori per l'ampliamento delle funzionalità, è stata riaperta nel dicembre 2006 dotata di un parcheggio interrato e completamente rimodernata.
Degna di nota è la presenza, all'interno quartiere, del Conservatorio di Musica Niccolò Piccinni sito in Via Cifarelli, che insieme all'Auditorium Nino Rota, ubicato a fianco di esso, rappresentano due luoghi storici della cultura musicale barese. Alle spalle del Conservatorio si estende inoltre la zona abitativa più isolata di Picone, denominata comunemente Quartierino.
Picone è collegato al servizio metropolitano cittadino, essendo presente all'interno del quartiere la fermata Bari Policlinico.

## Galleria d'immagini

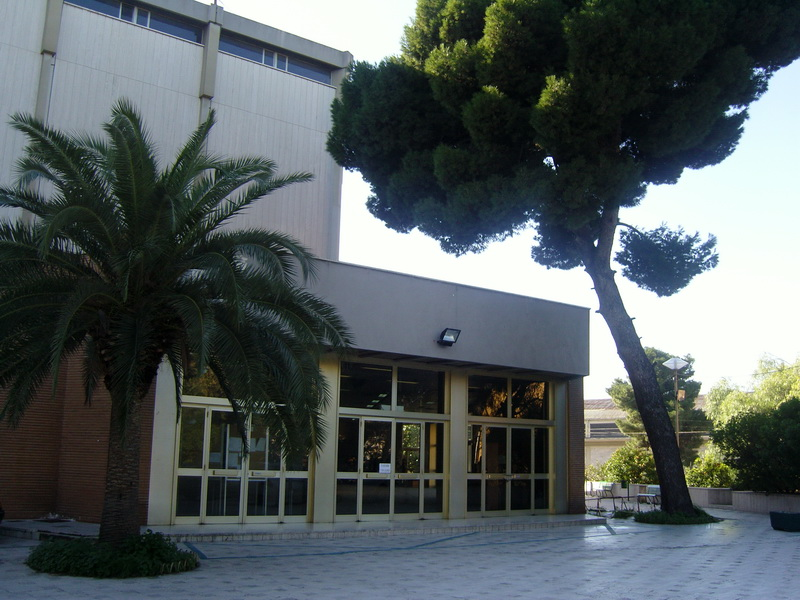
Auditorium Nino Rota
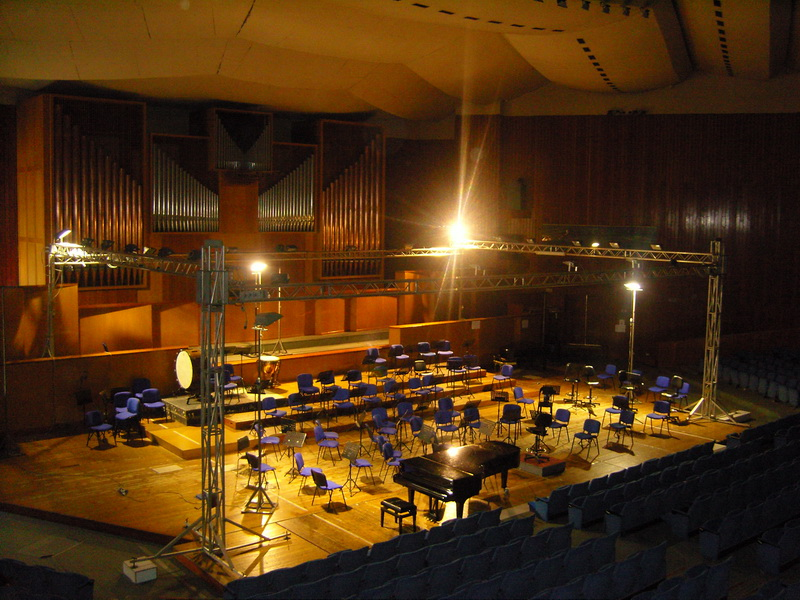
Interno dell'Auditorium Nino Rota
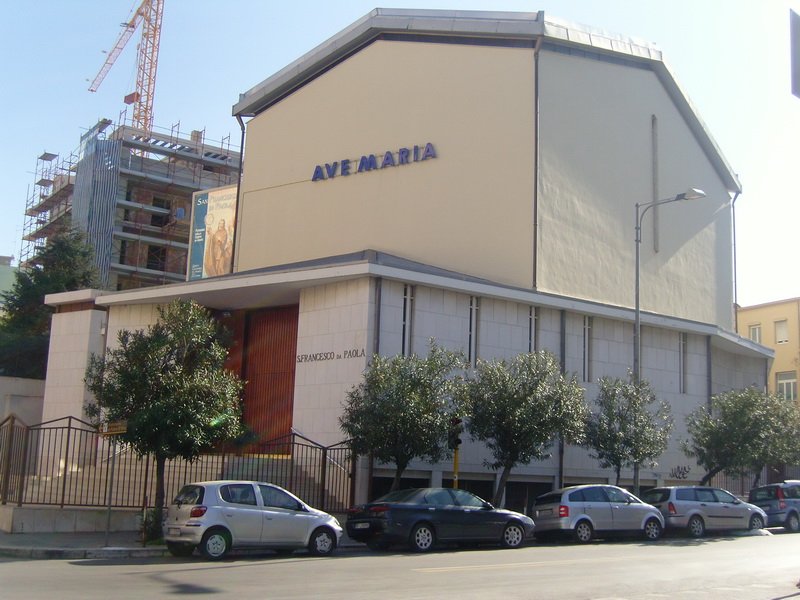
Chiesa di San Francesco da Paola
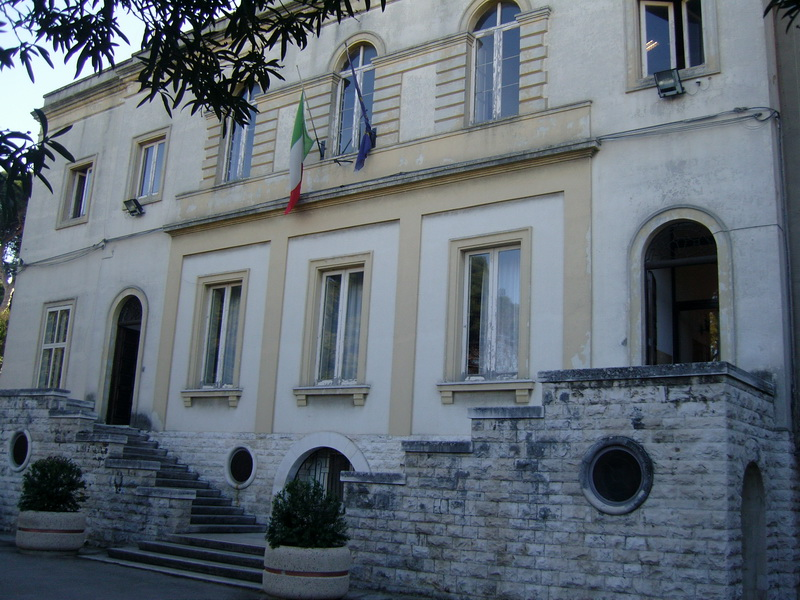
Conservatorio di musica Niccolò Piccinni
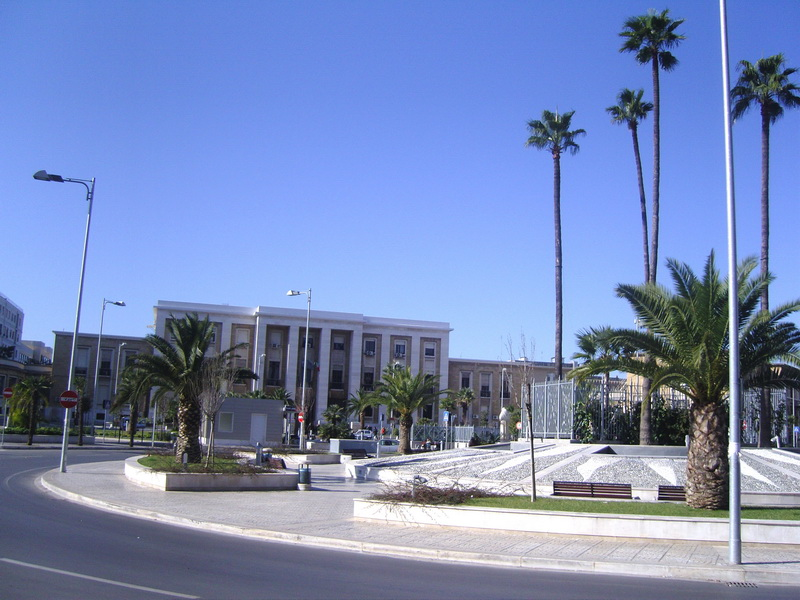
Piazza Giulio Cesare
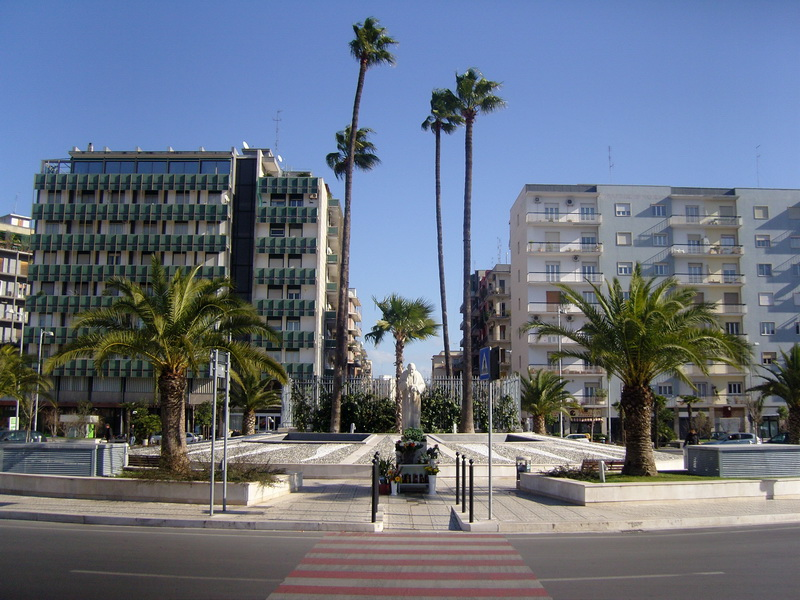
Piazza Giulio Cesare - Statua di Padre Pio
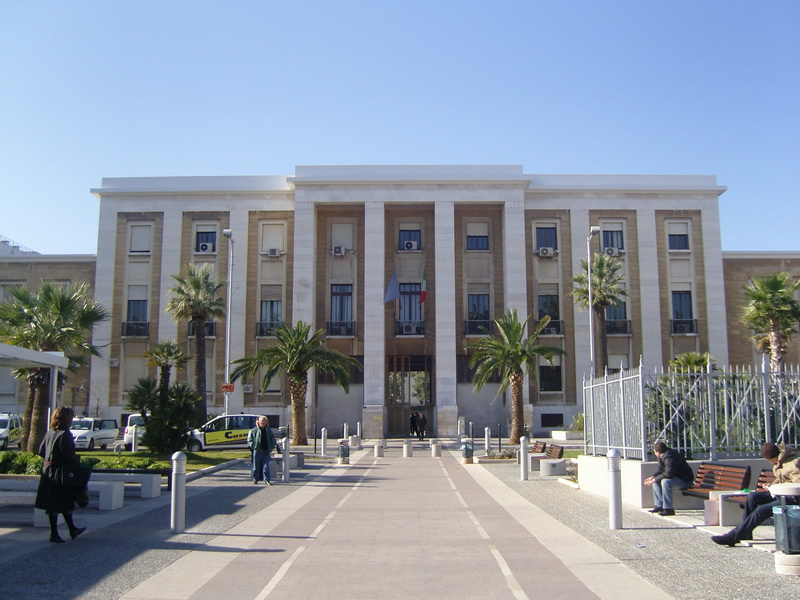
Policlinico
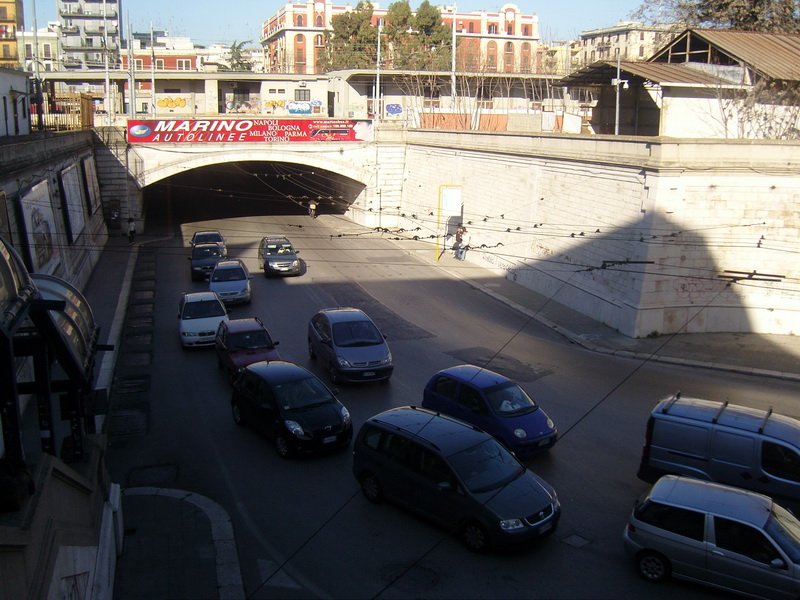
Sottovia Quintino Sella
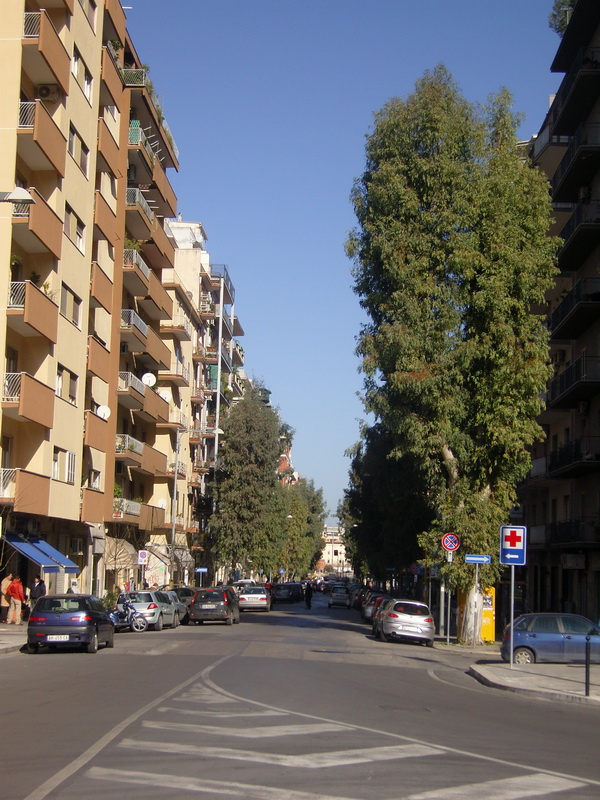
Viale Antonio Salandra
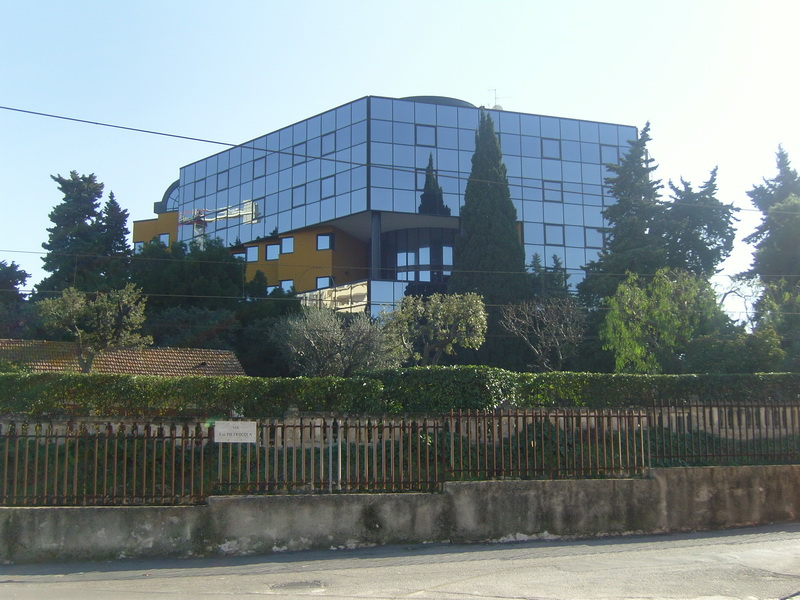
Villa Romanazzi
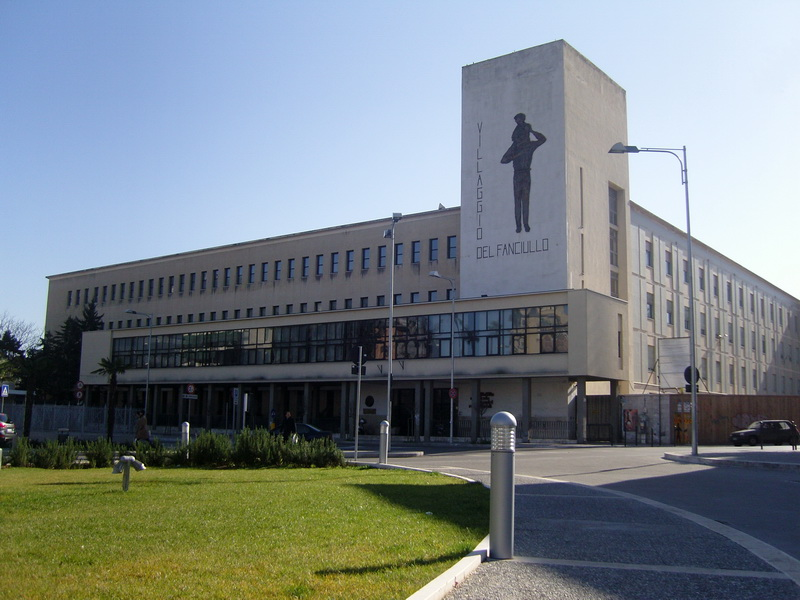
Villaggio del Fanciullo San Nicola